# Františkovy Lázně (stacja kolejowa)
Františkovy Lázně – stacja kolejowa w Franciszkowych Łaźniach, w kraju karlowarskim, w Czechach. Jest ważnym węzłem kolejowym. Znajduje się na wysokości 450 m n.p.m.
Jest zarządzana przez Správę železnic. Na stacji znajdują się kasy biletowe, na których istnieje możliwość zakupu biletów na wszystkie pociągi w tym międzynarodowe oraz rezerwacji miejsc.

## Linie kolejowe
- 147 Plauen – Cheb
- 148 Cheb – Hranice v Čechách